# Meifumado
Meifumado (冥府魔道) è composto da due parole MEIFU (冥府?) - "La linea di confine tra vivere e morire" e MADO (魔道?) - "Finestra". 
Secondo la filosofia buddista è l'inferno, la via dei demoni e della dannazione. In Giappone, la vita quotidiana è permeata di tradizioni derivanti dalla religione Shintoista e da leggende, per questo molti scrittori, disegnatori di anime manga (Kazuo Koike & Goseki Kojima, scrittore e disegnatore di 'Lone Wolf and Cub' ) o registi (come Akira Kurosawa in 'Ran' o 'Il trono di sangue') hanno trattato il tema del Meifumado.
Per comprendere esattamente di cosa si tratta è necessario capire che il concetto di morte è molto differente da quello occidentale. Il Meifumado è infatti una scelta, o una serie di decisioni che pone l'individuo a percorrere questo cammino, non è un luogo dove i dannati ricevono punizioni.